# 카스너 계량

그림 1. 구형 좌표계에서 특이점을 향한 카스너 메트릭 (eq. 2) 의 동역학. Lifshitz-Khalatnikov 매개변수는 u =2 (1/ u =0.5)이고 r 좌표는 2 p _{α} (1/ u)τ인데 여기서 τ는 로그 시간 즉 τ = ln t이다. 축을 따라 축소되는 현상은 선형적이고 균일하다(혼돈 없음).

카스너 계량(영어: Kasner metric)은 알베르트 아인슈타인의 일반 상대성 이론에 대한 엄밀 해의 하나로 물질이 없는(즉, 진공 해이다) 이방성 우주를 기술한다. 1921년 미국 수학자 에드워드 카스너에 의하여 개발되어 그의 이름을 따서 명명되었다. 이 해는  {\displaystyle D>3} 인 어떤 시공간 차원에서도 기술될 수 있으며 중력 혼돈 연구와 강한 연관성을 가지고 있다.

## 계량 및 조건
차원 {\displaystyle D>3}인 시공간에서 카스너 계량은,
{\displaystyle {\text{d}}s^{2}=-{\text{d}}t^{2}+\sum _{j=1}^{D-1}t^{2p_{j}}[{\text{d}}x^{j}]^{2}}
으로 카스너 지수라고 불리는 상수 {\displaystyle p_{j}}가  {\displaystyle D-1}개 포함되어 있다. 카스너 계량은 등시간 조각이 공간적으로 평평한 시공간을 기술하는데, 이 공간은 서로 따른 방향으로 {\displaystyle p_{j}} 값에 따라 서로 다른 비율로 확장하거나 수축한다. 이 계량에서 공변좌표가 {\displaystyle \Delta x^{j}} 만큼 차이가 나는 시험 입자는 {\displaystyle t^{p_{j}}\Delta x^{j}} 의 물리적 거리만큼 떨어져 있다.
카스너 계량은 카스너 지수가 다음의 카스너 조건을 만족할 때 진공에서 아인슈타인 등식의 엄밀해의 하나이다.
{\displaystyle \sum _{j=1}^{D-1}p_{j}=1,}
{\displaystyle \sum _{j=1}^{D-1}p_{j}^{2}=1.}
첫 번째 조건은 카스너 평면이라는 평면을 정의하고, 두 번째 조건은 구의 일종은 카스너 구를 설명한다. 따라서 두 조건을 충족하는 해(즉 {\displaystyle p_{j}}의 선택)는  두 조건이 교차하는 구(때때로 혼란스럽게도 이것도 카스너 구로 불린다) 상에 있다. {\displaystyle D} 차원의 시공간에서 해의 공간은 {\displaystyle D-3} 차원의 구 {\displaystyle S^{D-3}} 상에 존재한다.

## 특징
카스너 해에는 눈에 띄고 특이한 몇 가지 특징이 있다. 즉,
- 공간 조각의 부피는 항상 {\displaystyle O(t)}인데, 이는 그 양이 {\displaystyle {\sqrt {-g}}}에 비례하고, 또한

{\displaystyle {\sqrt {-g}}=t^{p_{1}+p_{2}+\cdots +p_{D-1}}=t}
이기 때문인데 여기서 우리는 첫 번째 카스너 조건을 사용했다. 따라서 그러므로 {\displaystyle t\to 0}일 때  {\displaystyle t}의 방향에 따라서,빅뱅 또는 빅 크런치를 설명할 수 있다.
- 공간의 등방성 확장이나 수축은 허용되지 않는다. 공간 조각이 등방성으로 확장되는 경우 모든 카스너 지수는 동일해야 하고 따라서 첫번째 카스너 조건을 만족시키기 위해서  {\displaystyle p_{j}=1/(D-1)} 가 된다. 하지만 이때는 두 번째 카스너 조건이 충족될 수 없는데, 이는

{\displaystyle \sum _{j=1}^{D-1}p_{j}^{2}={\frac {1}{D-1}}\neq 1}
이기 때문이다.
이와 대조적으로 우주론 에서 사용되는 프리드만-르메트르-로버트슨-워커 계량은 물질의 존재로 인해 등방성으로 팽창하거나 수축할 수 있다.
- 조금 더 계산하면, 하나의 {\displaystyle p_{j}=1}이고 나머지는 0이 되는 해가 적어도 아니라면, 최소한 하나의 카스너 지수가 항상 음수라는 것을 보여줄 수 있다. 우리가 시간 좌표 {\displaystyle t}가 0에서 증가한다고 가정하자. 그렇다면 이는 공간의 부피가  {\displaystyle t},와 같이 증가할 때에, 적어도 하나의 방향(음의 카스너 지수에 해당)은 실제로 '수축'하고 있다는 것을 의미한다.
- 카스너 계량이 진공 아인슈타인 방정식에 대한 해이므로, 리치 텐서는  카스너 조건을 충족하는 어떤 지수에 대해서도 항상 소멸한다. 전체 리만 텐서는 하나의 {\displaystyle p_{j}=1} 이고 나머지에 대해서는 소멸하고, 이 경우 공간은 평평해진다. 민코프스키 계량은 좌표 변환  {\displaystyle t'=t\cosh x_{j}} 및 {\displaystyle x_{j}'=t\sinh x_{j}} 을 통해 찾을 수 있다.

## 같이 보기
- BKL 특이점
- 믹스마스터 우주

## 참고 문헌
- Misner, Charles W.; Kip S. Thorne; John Archibald Wheeler (September 1973). 《Gravitation》. San Francisco: W. H. Freeman. ISBN 0-7167-0344-0.